# Hubert Hess
Pour les articles homonymes, voir Hess.
 (septembre 2024).
 (septembre 2024).
Hubert Hess, né le 15 juin 1958 est auteur, compositeur, interprète de chansons pour enfants et animateur d'émissions de télévision, œuvrant sur l'île de La Réunion, d'abord sur Antenne Réunion, puis sur Télé Réunion.
Il est actuellement repris par des chanteurs amateurs tel que Crazy Léo ou Vince le Bar.
Il a commencé par chanter dans plusieurs petits groupes de folk et de rock, mais s'est surtout illustré dans l'écriture et la composition de chanson à destination des enfants dans les années 80. Durant ses années 1980-90, il parcourait déjà les écoles de la Réunion dans lesquelles il se produisait en spectacle pour les enfants.
Il devient présentateur et animateur d'émissions TV par la suite, sur le même principe que le Club Dorothée. Il co-présentait ses émissions avec une autre animatrice : Karine Lallemand.
Hubert Hess conserve tout de même une bonne notoriété chez les jeunes adultes issus de ces générations ayant grandi avec ses émissions (années 80-90).

## Principe des émissions
Dans la même ligne que le club Dorothée, Hubert Hess propose aux enfants des dessins animés entrecoupés de rubriques, de chansons et de jeux.
C'était dès lors un rituel lors de son émission, Z'animé : rassembler les enfants le mercredi matin (jour sans école), afin de participer à des épreuves et de gagner des cadeaux.
Avec sa complice Karine, dans son émission suivante appelée Tipiman, il propose, de nouveau, diverses rubriques, comme la cuisine, des jeux (Tipiman rouge, Tipiman vert, Jeu du Mot-Mystère), de la magie, etc. Le tout sur fond de dessins animés, d'invités et de folklore musical réunionnais.
Ce qui relie ses différentes émissions entre elles, ce sont ses chansons, il sortira par ailleurs plusieurs albums au cours de sa carrière.
Le dernier album sorti en 2009 est une compilation reprenant l'essentiel de ses titres à succès, appelée : Koutchapo

## Émissions présentées
Émissions présentées par Hubert Hess :
- Marmaillages (1990-1992) sur la chaîne RFO (nouvellement Réunion 1er)
- Marmaill'heure (1993) sur Antenne Réunion
- Z'animé (1996-2005) sur Antenne Réunion
- Voili-Voilou et Ti'piman (uniquement les mercredi) (2005) sur Télé Réunion (anciennement RFO)

## Chansons
Parmi les nombreuses chansons composées et interprétées par Hubert Hess, certaines sont restées dans les mémoires sur l'île de la Réunion:
- Les chapeaux
- Pour faire un bon gâteau
- J'ai rien dit
- Maximin
- Il n'a pas de tête
- Les sept jolies pommes
- Toute l'eau de l'océan
- etc....